# Zbrodnia w Ugłach
Zbrodnia w Ugłach – zbrodnia dokonana 12 maja 1943 na ludności polskiej przez sotnię UPA pod dowództwem Nikona Semeniuka „Jaremy” podczas rzezi wołyńskiej. Miejscem zbrodni była kolonia Ugły położona w powiecie sarneńskim województwa wołyńskiego. W jej wyniku zginęło ponad 100 Polaków. O tym, że atak na wieś był dziełem banderowców, wiadomo ze wspomnień jednego z jego uczestników, Wasyla Łewkowycza.

## Przebieg zbrodni

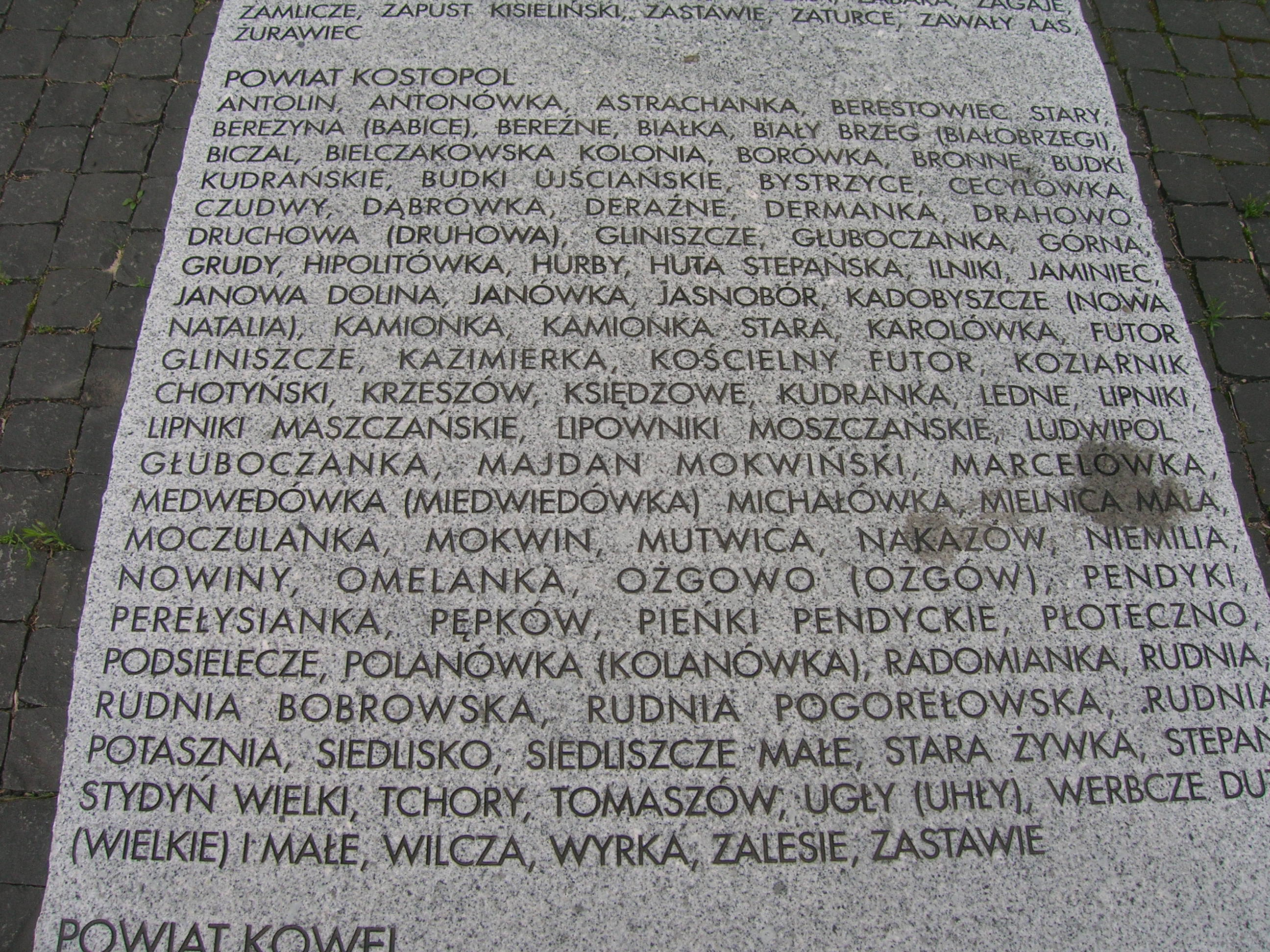
Tablica Pomnika ofiar zbrodni dokonanej na obywatelach polskich przez OUN-UPA wymieniająca Ugły

12 maja 1943 r. nad ranem oddział UPA zaatakował polską kolonię Ugły z trzech stron. Atak rozpoczęto od ostrzału pociskami zapalającymi, który spowodował we wsi pożary. Następnie przystąpiono do szturmu, który złamał opór słabej samoobrony. Upowcy rozbiegli się po Ugłach zabijając napotkanych Polaków. Jednocześnie trwał rabunek mienia, które napastnicy ładowali na wozy. Polacy ratowali się ucieczką na pola i do lasu. Większość populacji wsi zdołała uciec pomimo tego, że nie atakowanej strony wsi pilnowali bojownicy, którzy strzelali do uciekających. Trzy osoby schroniły się u Białorusina Szczećki, który wydał je atakującym (jedna z nich mimo to zdołała zbiec i przeżyć).
W wyniku ataku spłonęło 50 gospodarstw i zginęło ponad 100 Polaków. Mieszkanka wsi Marija Naływajko twierdzi, że wśród ofiar byli Ukraińcy, członkowie jej rodziny. Większość ofiar (72 ciała) została pochowana przez ocalałych w zbiorowej mogile na miejscu spalonej kaplicy kilka dni po zbrodni.

## Poszukiwania i ekshumacje
1 października 2024 Ukraiński Instytut Pamięci Narodowej oświadczył, że na wniosek polskich rodzin planuje przeprowadzenie w 2025 roku robót poszukiwawczych szczątków polskich ofiar w obwodzie rówieńskim. Według Karoliny Romanowskiej ze stowarzyszenia Pojednanie Polsko-Ukraińskie zgoda dotyczy Ugieł, z których pochodziła jej rodzina. Finalnie prace planowano na maj 2025 roku z udziałem polskiej i ukraińskiej strony.